# Marek Hałub
Marek Hałub (ur. 20 sierpnia 1957 we Wrocławiu) – polski filolog, prof. dr hab. nauk humanistycznych, profesor zwyczajny Instytutu Filologii Germańskiej Wydziału Filologicznego Uniwersytetu Wrocławskiego.

## Życiorys
W 1976 ukończył VI Liceum Ogólnokształcące we Wrocławiu, w 1980 studia germanistyczne na Uniwersytecie Warszawskim. W latach 1980–1982 był pracownikiem Wydawnictwa Uniwersytetu Wrocławskiego, od 1982 w Instytucie Filologii Germańskiej UWr. W 1989 obronił pracę doktorską Das literarische Werk Gustav Schwabs napisaną pod kierunkiem Gerarda Koziełka. W latach 1993–2015 był wicedyrektorem IFG UWr 22 czerwca 1998 habilitował się na podstawie pracy zatytułowanej Johann Gustav Gottlieb Büsching (1783-1829). Przyczynek do powstawania nauki o historii kultury Śląska. Od 1999 jest kierownikiem Zakładu Kultury Krajów Niemieckojęzycznych i Śląska, w tym samym roku został zatrudniony na stanowisku profesora UWr.. 8 czerwca 2006 nadano mu tytuł profesora w zakresie nauk humanistycznych.
Pracował też w Wyższej Szkole Filologicznej we Wrocławiu.